# Macronotops nigropubescens
Macronotops nigropubescens är en skalbaggsart som beskrevs av Miksic 1971. Macronotops nigropubescens ingår i släktet Macronotops och familjen Cetoniidae. Inga underarter finns listade i Catalogue of Life.